# جون ستاينبيك

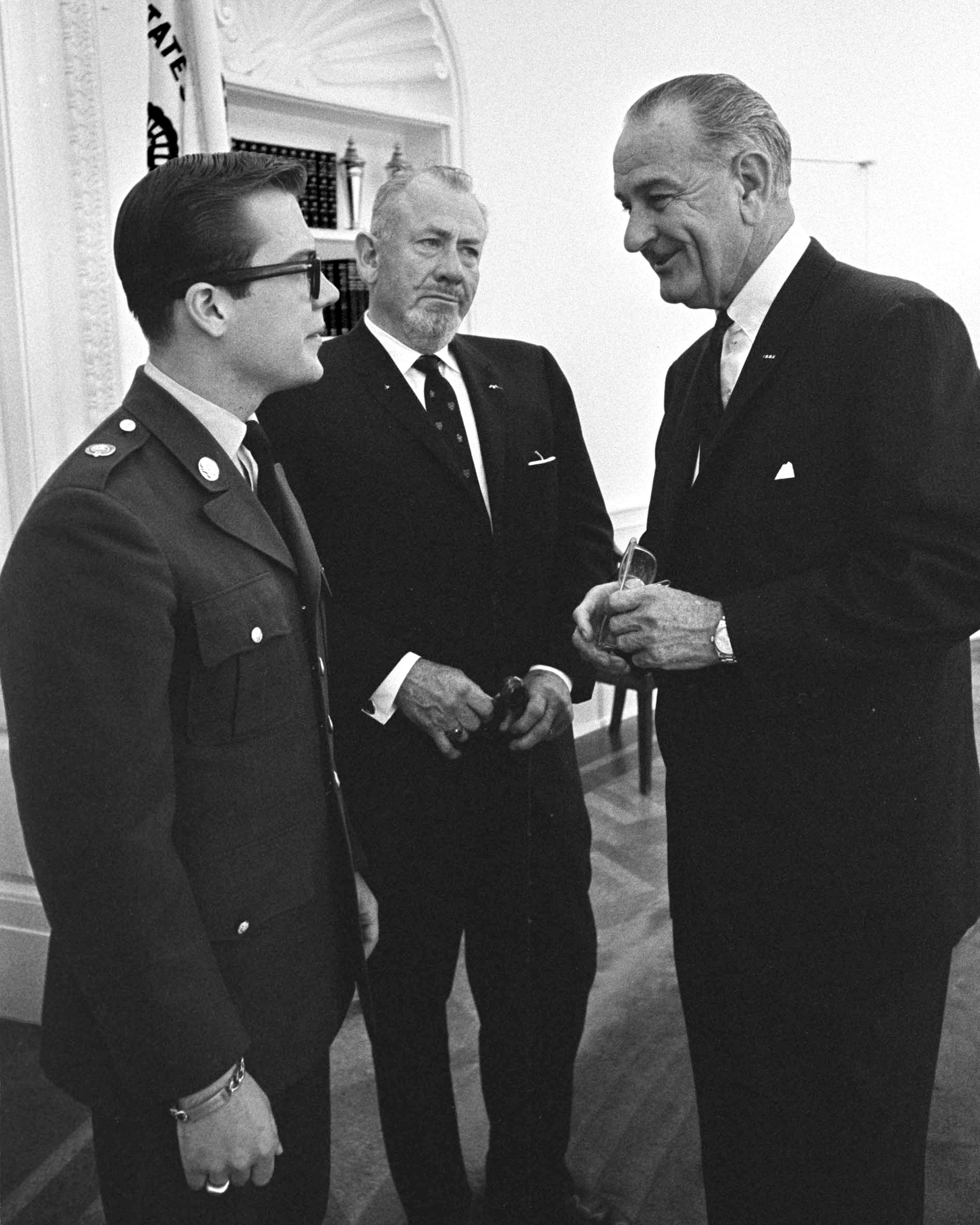
جون ستينبيك في الوسط

جون ستاينبيك ((بالإنجليزية: John Steinbeck)) كما يلفظها الأمريكيون ,(27 فبراير 1902 - 20 ديسمبر 1968) كاتب أمريكي مبدع، من أشهر أدباء القرن العشرين. اشتهر بقصصه حول الحرب العالمية الثانية.

## حياته
ولد جون ستاينبيك إرنست جونيور في 27 فبراير 1902، في ساليناس، كاليفورنيا، لأسرة محدودة الإمكانيات، الأمر الذي انعكس لاحقاً على الطابع الذي غلب على مؤلفاته، وعلى رأسها عناقيد الغضب (1939)، حيث ركزّ في معظمها على قضايا اجتماعية واقتصادية. تنقل والده، جون، بين مختلف الوظائف لإعالة أسرته، كان يمتلك مخزن للأعلاف والحبوب، ثم أدار مصنعاً للدقيق كما وشغل منصب أمين خزينة مقاطعة مونتيري. والدته، أوليف كانت مُدرّسة.
نشأ بين ثلاثة شقيقات. عرف في شبابه بخجله وذكائه، إمتلك حباً عميقاً للوطن وبالأخص لموطنه في وادي ساليناس في كاليفورنيا، والذي ذكره مراراً لاحقاً في كتاباته. كانت المرة الأولى التي عزم فيها ستاينبيك أن يصبح كاتباً في جيل ال14، في كثير من الأحيان حبس نفسه في غرفة نومه لكتابة القصائد والقصص. في عام 1919، التحق ستاينبيك بجامعة ستانفورد في خطوة تعكس رغبة والديه لا رغبته، الأمر الذي ظهر جلياً في السنوات الستة التي قضاها في الجامعة، حيث كان متخبط النتائج إلى أن رسب نهائياً عام 1925 ليترك الجامعة بدون شهادة.
بعد مغادرته لجامعة ستانفورد، حاول ستاينبيك العمل ككاتب حر. انتقل بعدها لفترة وجيزة للعمل في نيويورك، بدايةً في البناء ثم مراسل صحيفة، ليعود بعدها إلى كاليفورنيا، حيث عمل كحارس مبنى بالقرب من بحيرة تاهو. في تلك الفترة كتب ستاينبيك روايته الأولى، كأس من ذهب (1929)، كما والتقى وتزوج من زوجته الأولى، كارول هينينج.
على مدى العقد التالي، معتمداً على راتبه المتواضع إضافة إلى دعم زوجته كارول، ركزّ ستاينبيك جهوده في الكتابة. ليصدر رواية مراعي الفردوس عام 1932، والبحث عن إله مجهول في العالم التالي، كلاهما لم يكتب لهما النجاح.  كانت رواية شقة تورتيلا (1935)، التي كتبها بحس الفكاهة، وتحدث فيها عن الحياة في منطقة مونتيري، أولى رواياته التي حققت نجاحاً باهراً لتدفعه نحو الشهرة. استخدم ستاينبيك لاحقاً أسلوب أكثر جدية في رواياته معركة مشكوك بها (1936)، فئران ورجال (1937) والوادي الطويل (1938)، وهي مجموعة من القصص القصيرة.

## رواية عناقيد الغضب
أشهر روايات ستاينبيك على الإطلاق، عناقيد الغضب، نشرت في عام 1939. تحكي قصة عائة بائسة من  أوكلاهوما وسعيها لإقامة حياة جديدة في ولاية كاليفورنيا في ذروة الكساد العظيم، صوّر الكتاب الغضب والقلق الذي طال المواطن الأمريكي خلال تلك الفترة . في ذروة شعبيتها، بيعت حوالي 10 آلاف نسخة من رواية عناقيد الغضب أسبوعياً، العمل الذي حاز ستاينبيك بفضله على جائزة بوليتزر عام 1940.
بعد النجاح الكبير الذي حققه من خلال عناقيد الغضب، عمل جون ستاينبيك كمراسل حرب لصحيفة نيويورك هيرالد تريبيون خلال الحرب العالمية الثانية. في ذلك الوقت، سافر إلى المكسيك في مغامرة بحرية رفقة صديقه إدوارد ريكيتس، المتخصص في علم الأحياء البحرية. بعد رحلتهم نشروا كتاب بحر كورتس (1941)، الذي يصف الحياة البحرية في خليج كاليفورنيا.
استمر ستاينبيك في الكتابة خلال السنوات الأخيرة من حياته، ليضيف إلى رصيده مجموعة روايات منها شارع السردين المعلب (1945)، والاحتراق الساطع (1950)، شرق عدن (1952)، شتاء السخط (1961) ورحلات مع تشارلي في البحث عن أمريكا (1962 ). في عام 1962، حاز على جائزة نوبل في الآدب.

## الوفاة والإرث
توفي جون ستاينبيك في مدينة نيويورك في 20 ديسمبر من عام 1968 نتيجة لإصابته بمرض قلبي وعائي، وبقصور قلب احتقاني، عن عمر يناهز 66 عامًا، وكان مدخنًا طوال حياته. أظهر تشريح جثة ستاينبيك انسدادًا تامًا تقريبًا في الشرايين التاجية الرئيسية. أُحرقت جثة ستاينبيك تطبيقًا لوصيته ودُفنت في 4 مارس من عام 1969 في مقبرة عائلة هاميلتون في ساليناس، بالقرب من قبري والديه ومن قبور أجداده من والدته. دُفنت زوجته الثالثة «إيلين» في نفس قطعة الأرض في عام 2004. كتب ستاينبيك إلى طبيبه، بأنه يشعر «في أعماق جسده» أنه لن يتمكن من النجاة من الموت الجسدي، وأن النهاية البيولوجية لحياته ستكون النهاية الأخيرة فيها.
كتب الناقد الأدبي تشارلز بور في صحيفة نيويورك تايمز، في اليوم الذي تلا وفاة ستاينبيك في مدينة نيويورك: «كان أول كتاب عظيم لجون تشاينبيك هو آخر كتاب عظيم له، لكن رباه، أي كتاب هو، كان وما زال، ذلك الكتاب الذي يحمل عنوان عناقيد الغضب». لاحظ بور حالة من الوعظ في عمل ستاينبيك، فقال «كما لو أنه حصّل نصف ميراثه الأدبي من أفضل ما قدم مارك توين، والنصف الآخر من أسوأ أعمال كوتون ماذر.» لكنه عاد ليؤكد بأن «ستاينبيك» لم يكن بحاجة إلى جائزة نوبل، وإنما لجنة تحكيم الجائزة هي من كانت بحاجة له.».
نُشرت رواية ستاينبيك، غير المكتملة والمبنية على أساطير الملك آرثر التي تتحدث عن السير توماس مالوري وعن آخرين، والتي حملت عنوان «أعمال الملك آرثر وفرسانه النبلاء»، في عام 1976.
تفرض المدارس الثانوية الأمريكية على طلابها قراءة العديد من أعمال ستاينبيك. تعتبر رواية «فئران ورجال» واحدة من النصوص الأساسية التي تعتمد عليها هيئة الفحوص التابعة لاتحاد تقييم الكفاءات في المملكة المتحدة لتقييم الطلاب في امتحان الأدب الإنكليزي ضمن اختبارات نيل شهادة الثانوية العامة. وجدت إحدى الدراسات التي أجراها مركز تعلم الآداب وتعليمها في الولايات المتحدة الأمريكية أنّ رواية «فئران ورجال» كانت واحدة من الكتب العشرة الأكثر قراءة في المدارس الثانوية العامة في البلاد. على النقيض من ذلك، تعرضت أعمال الكاتب جون ستاينبيك للحظر في الولايات المتحدة الأمريكية بشكل متكرر. حظرت اللجان المدرسية رواية عناقيد الغضب: إذ حظر مجلس المشرفين في مقاطعة كيرن تدوال هذه الرواية في المدارس والمكتبات الممولة من القطاع العام في المقاطعة، وحرقت عدة نسخ منها في مدينة ساليناس الأمريكية في عدة مناسبات. حظر مجلس إدارة إحدى المدارس في ولاية مسيسيبي تداول الرواية بحجة احتوائها على ألفاظ بذيئة. كان ستاينبيك، وفقًا لجمعية المكتبات الأمريكية، واحدًا من الكتاب العشرة الأكثر تعرضًا للحظر  بين عامي 1990 و2004، وصنفت رواية فئران ورجال في المرتبة السادسة ضمن قائمة أكثر 100 كتاب تعرضًا للحظر في الولايات المتنحدة.

## الآراء الدينية
كان ستاينبيك منتسبًا إلى كنيسة القديس بولس الأسقفية، وبقي مرتبطًا بالكنيسة الأنجيليكية حتى وفاته. كان جون ستاينبيك مردكًا للدين في أعماله الخيالية، ودمجه في أسلوبه ومواضيعه. غالبًا ما يعتمد شكل الشخصيات التي يبنيها ستاينبيك في رواياته على الكتاب المقدس، وعلى اللاهوت الأنجيليكاني، جامعًا بذلك العناصر الرومانية الكاثوليكية مع البروتستانتية. نأى ستاينبيك، بعد مغادررته لمدينة ساليناس وتوجهه إلى ستاتفودر، بنفسه عن الأراء الدينية. لكن، ومع ذلك، ما زال العمل الذي أنتجه يعكس لغة طفولته في ستاليناس، واستمرت معتقداته بالتأثير بشكل كبير على أعماله الخيالية وغير الخيالية. اعتبر «ويليام راي» أن ستاينبيك عرض وجهات نظره الأنجيليكانية بشكلٍ واضح في روايته عناقيد الغضب، إذ تلعب موضوعات الانتقال إلى ديانات جديدة، والتضحية بالنفس دورًا رئيسيًا في شخصيات كاسي وتوم الذان يحققان السمو الروحي من خلال اعتناقهما لديانة جديدة.

## أشهر مؤلفاته
| العنوان                       | السنة | النوع الأدبي |
| ----------------------------- | ----- | ------------ |
| كأس من ذهب                    | 1929  | رواية        |
| مراعي الفردوس                 | 1932  | قصص قصيرة    |
| المهر الأحمر                  | 1933  | رواية قصيرة  |
| البحث عن إله مجهول            | 1933  | رواية        |
| تورتيلا فلات                  | 1935  | رواية        |
| معركة مشكوك بها               | 1936  | رواية        |
| فئران ورجال                   | 1937  | رواية قصيرة  |
| الوادي الطويل (الوادي الأخضر) | 1938  | قصص قصيرة    |
| عناقيد الغضب                  | 1939  | رواية        |
| بحر كورتس                     | 1941  | لا قصصي      |
| في مغيب القمر                 | 1942  | رواية        |
| شارع السردين المعلب           | 1945  | رواية        |
| الأتوبيس الجامح               | 1947  | رواية        |
| اللؤلؤة                       | 1947  | رواية قصيرة  |
| شرق عدن                       | 1952  | رواية        |
| شتاء السخط (شتاء الأحزان)     | 1961  | رواية        |
| رحلات برفقة تشارلي            | 1962  | لا قصصي      |

## جوائز حاز عليها
- فاز بجائزة بولتيزر في 1940 عن رواية عناقيد الغضب.
- في عام 1962 فاز بجائزة نوبل للآداب عن رواياته وأعماله العديدة.

## أفلام مبنية على كتاباته
- حولت عناقيد الغضب إلى فلم شعبي في 1941.
- حول كتاب شرقي عدن إلى فيلم في 1955 من بطولة الممثل جيمس دين.
- أصبح كتاب المهر الأحمر أيضاَ فيلمًا هوليووديًا في 1949 ومرة أخرى عام 1973 من بطولة هنري فوندا.

## روابط خارجية
- جون ستاينبيك على موقع IMDb (الإنجليزية)
- جون ستاينبيك على موقع الموسوعة البريطانية (الإنجليزية)
- جون ستاينبيك على موقع مونزينجر (الألمانية)
- جون ستاينبيك على موقع ميوزك برينز (الإنجليزية)
- جون ستاينبيك على موقع قاعدة بيانات برودواي على الإنترنت (الإنجليزية)
- جون ستاينبيك على موقع إن إن دي بي (الإنجليزية)
- جون ستاينبيك على موقع أول ميوزيك (الإنجليزية)
- جون ستاينبيك على موقع ديسكوغز (الإنجليزية)
- جون ستاينبيك على موقع قاعدة بيانات الفيلم (الإنجليزية)